# 京屋忠兵衛
京屋 忠兵衛（きょうや ちゅうべえ、1811年（文化8年） - 1868年9月13日（慶応4年7月27日））は、江戸時代末期（幕末）の大坂八軒屋の船宿・京屋の主人。

## 生涯
1811年（文化8年）、誕生。大坂八軒屋の船宿・京屋の主をつとめた。1868年（慶応4年）、死去。菩提寺は大阪市中央区谷町9丁目の願生寺。戒名は聴真理諦信士。享年58（願生寺過去帳による）。
京屋は京都の治安維持組織であった新選組の定宿となっていたといわれる。新選組隊士だった永倉新八が明治初期に書き残した『浪士文久報国記事』によると、文久3年4月ごろから、新選組が大坂に来た際に、しばしば京屋に宿泊したと記している。また、坂本龍馬の妻・楢崎龍は、独身時代に妹を大坂丼池まで救出に行った折に、京屋を利用したと回想録『反魂香』の中で語り残している。なお、子母澤寛や司馬遼太郎などによる幕末を題材にした小説などの作品においても新選組の定宿として描かれた。
大阪市立中央図書館に残る「安政三年の水帳」（江戸期の土地台帳のようなもの）によると、京屋は間口11間、奥行9間で、忠兵衛の死後は子・小次郎が跡を継ぐものの、明治3年には「和泉屋」に代替わりした。なお、忠兵衛の子孫は、現在も愛知県で健在である。
水帳と明治44年の地籍簿から、京屋の跡地は現在の大阪市中央区天満橋京町付近である。土佐掘通の歩道の南側、御祓筋の東側、交差点の南東角あたりで、「フロマージュ天満橋」店と、その東側の空き地、西隣のビルの3つ分が京屋の敷地だった。世界チーズ屋「フロマージュ天満橋」店の玄関に「大坂八軒屋　京屋忠兵衛跡」の銘板が貼られている。2012年、京屋跡の北側の大川より（八軒家船着場）に常夜燈が再建され、東側の石板に「京屋と堺屋」と題する銘文が刻まれた。